# Свеобухватни мировни споразум
Свеобухватни мировни споразум (Споразум у Најваши) је мировни договор којим је окончан Други судански грађански рат. Склопљен је 9. јула 2005. године између Владе Судана, са једне и Народног покрета за ослобођење Судана са друге стране у месту Најваша у Кенији. Осим прекида сукоба споразум је гарантовао демократско решење конфликта и једнаку поделу нафте на зараћеним просторима. Овим споразумом омогућена је аутономија за Јужни Судан, као и могућност спровођења референдума о евентуалној независности.